# Верхне-Каменская улица
Ве́рхне-Ка́менская у́лица — улица в Приморском районе Санкт-Петербурга. По проекту проходит от Плесецкой улицы до реки Каменки. Далее продолжается безымянной дорогой — безымянной центральной улицей Большой Каменки. Фактически Верхне-Каменская улица представляет собой тупик, примыкающий к Плесецкой улице, а также грунтовку возле реки Каменки.

## История
Название было присвоено 31 января 2017 года. Оно связано с тем, что «улица проходит по краю уступа, внизу которого идёт Нижне-Каменская улица».
Исторически на месте трассы Верхне-Каменской улицы проходила булыжная дорога, которая шла от Коломяг до Большой Каменки. В XXI веке сохранялись её фрагменты.
Первый участок Верхне-Каменской улицы был открыт для движения в августе 2020 года. Это 130 метров вдоль дома 16. Весной 2021 года было пущено движение по участку вдоль домов 3—7. Осенью 2022 года открылся участок вдоль дома 9, корпус 1.

## Застройка
- № 3, корпус 1, — жилой дом (2020[8])
- № 3, корпус 2, — жилой дом (2020[8])
- № 5 — жилой дом (2020[8])
- № 7, корпус 1, — жилой дом (2020[8])
- № 7, корпус 2, — жилой дом (2020[8])
- № 7, корпус 4, — детский сад (2021[9])
- № 9, корпус 1, — жилой дом (2022[10])
- № 9, корпус 2, — школа (2024[11])
- № 11, корпус 1, — жилой дом (2023[12])